# Shota Sakaki
Shota Sakaki (榊 翔太 Sakaki Shota?), född 3 augusti 1993 i Hokkaido prefektur, är en japansk fotbollsspelare.
Sakaki började sin karriär 2011 i Consadole Sapporo. 2015 flyttade han till SV Horn. 2017 flyttade han till Tochigi SC.